# Grand Prix Groenendaal
Le Grand Prix Groenendaal (anciennement appelé cyclo-cross de Saint-Michel-Gestel) est une course de cyclo-cross disputée à Saint-Michel-Gestel, dans la province du Brabant-Septentrional, aux Pays-Bas. La course débute avec une seule édition en février 1992 avant de revenir en novembre, devenant une manche du Superprestige. L'année suivante elle ne fait plus partie du Superprestige mais y revient en novembre 1997 et 1998. L'édition 1999 ne se dispute pas mais avant de redevenir en une manche du Superprestige entre les éditions 2000-2001 et 2006-2007 se déroulant en novembre puis en octobre. Ensuite le cyclo-cross n'a pas lieu de 2007 à 2008 et reprend en 2009 sous son appellation actuelle, cependant elle ne fait plus partie du calendrier international et a lieu en novembre ou décembre. Elle porte le nom de Grand Prix Groenendaal en l'honneur de Richard Groenendaal natif de Saint-Michel-Gestel qui fut champion du monde de cyclo-cross en 2000 dans cette même ville. Depuis 2011, l'épreuve n'est plus disputée.

## Palmarès

### Hommes élites
| Année                              | Vainqueur           | Deuxième            | Troisième           |
| ---------------------------------- | ------------------- | ------------------- | ------------------- |
| Cyclo-cross de Saint-Michel-Gestel |                     |                     |                     |
| 1992                               | Henk Baars          | Richard Groenendaal | Martin Hendriks     |
| 1993-1995                          | non-disputé         |                     |                     |
| 1996                               | Adrie van der Poel  | Luca Bramati        | Richard Groenendaal |
| 1997                               | Adrie van der Poel  | Richard Groenendaal | Wim de Vos          |
| 1997                               | Richard Groenendaal | Mario De Clercq     | Sven Nys            |
| 1998                               | Sven Nys            | Mario De Clercq     | Wim de Vos          |
| 1999                               | non-disputé         |                     |                     |
| 2000                               | Richard Groenendaal | Sven Nys            | Bart Wellens        |
| 2001                               | Erwin Vervecken     | Sven Nys            | Bart Wellens        |
| 2002                               | Sven Nys            | Richard Groenendaal | Bart Wellens        |
| 2003                               | Sven Nys            | Bart Wellens        | Sven Vanthourenhout |
| 2004                               | Tom Vannoppen       | Sven Nys            | Sven Vanthourenhout |
| 2005                               | Bart Wellens        | Sven Nys            | Gerben de Knegt     |
| 2006                               | Sven Nys            | Kevin Pauwels       | Richard Groenendaal |
| 2007-2008                          | non-disputé         |                     |                     |
| GP Groenendaal                     |                     |                     |                     |
| 2009                               | Eddy van IJzendoorn | Bart Wellens        | Richard Groenendaal |
| 2010                               | Bart Aernouts       | Gerben de Knegt     | Thijs Al            |
| 2011                               | Lars Boom           | Gerben de Knegt     | Eddy van IJzendoorn |

### Femmes élites
| Année                              | Vainqueur              | Deuxième               | Troisième              |
| ---------------------------------- | ---------------------- | ---------------------- | ---------------------- |
| Cyclo-cross de Saint-Michel-Gestel |                        |                        |                        |
| 1997                               | Reza Hormes-Ravenstijn | Inge Velthuis          | Elly van Boxmeer       |
| 1997                               | Inge Velthuis          | Daphny van den Brand   | Nicolle De Bie-Leijten |
| 1998                               | Daphny van den Brand   | Inge Velthuis          | Elly van Boxmeer       |
| 1999                               | non-disputé            |                        |                        |
| 2000                               | Daphny van den Brand   | Debby Mansveld         | Inge Velthuis          |
| 2001                               | Daphny van den Brand   | Debby Mansveld         | Anja Nobus             |
| 2002                               | non-disputé            |                        |                        |
| 2003                               | Reza Hormes-Ravenstijn | Corine Dorland         | Suzie Godart           |
| 2004                               | Daphny van den Brand   | Reza Hormes-Ravenstijn | Anja Nobus             |
| 2005                               | Daphny van den Brand   | Reza Hormes-Ravenstijn | Arenda Grimberg        |
| 2006                               | Arenda Grimberg        | Sanne Cant             | Anja Nobus             |
| 2007-2008                          | non-disputé            |                        |                        |
| GP Groenendaal                     |                        |                        |                        |
| 2009                               | Mirjam Melchers        | Sanne van Paassen      | Reza Hormes-Ravenstijn |
| 2010                               | Marianne Vos           | Sanne van Paassen      | Reza Hormes-Ravenstijn |
| 2011                               | Marianne Vos           | Daphny van den Brand   | Sanne van Paassen      |

### Hommes espoirs
| Année                              | Vainqueur             | Deuxième        | Troisième             |
| ---------------------------------- | --------------------- | --------------- | --------------------- |
| Cyclo-cross de Saint-Michel-Gestel |                       |                 |                       |
| 2002                               | Wesley Van Der Linden | Bart Aernouts   | Tim Van Nuffel        |
| 2003                               | Wesley Van Der Linden | Martin Zlámalík | Martin Bína           |
| 2004                               | Radomír Šimůnek jr.   | Niels Albert    | Zdeněk Štybar         |
| 2005                               | Niels Albert          | Zdeněk Štybar   | Kevin Pauwels         |
| 2006                               | Niels Albert          | Zdeněk Štybar   | Dieter Vanthourenhout |
| 2007-2010                          | non-disputé           |                 |                       |
| GP Groenendaal                     |                       |                 |                       |
| 2011                               | Lars van der Haar     | Mike Teunissen  | Gert-Jan Bosman       |

### Hommes juniors
| Année                              | Vainqueur           | Deuxième              | Troisième           |
| ---------------------------------- | ------------------- | --------------------- | ------------------- |
| Cyclo-cross de Saint-Michel-Gestel |                     |                       |                     |
| 2001                               | Kevin Pauwels       | Dieter Vanthourenhout | Nick Sels           |
| 2002                               | Lars Boom           | Eddy van IJzendoorn   | Sebastian Langeveld |
| 2003                               | Thijs van Amerongen | Jempy Drucker         | Maxime Debusscheret |
| 2004                               | Jan Van Dael        | Ricardo van der Velde | Tom Meeusen         |
| 2005                               | Tom Meeusen         | Jim Aernouts          | Dries Pauwels       |
| 2006                               | Jim Aernouts        | Vincent Baestaens     | Ramon Sinkeldam     |
| 2007                               | non-disputé         |                       |                     |
| 2008                               | Tijmen Eising       | Kevin Smit            | Lars van der Haar   |
| 2009                               | Tijmen Eising       | Lars van der Haar     | Wietse Bosmans      |
| GP Groenendaal                     |                     |                       |                     |
| 2010                               | Gert-Jan Bosman     | Danny van Poppel      | Mike Teunissen      |
| 2011                               | Danny van Poppel    | Stan Godrie           | Douwe Verberne      |